# 코스모 석유
코스모 석유 주식회사(일본어: コスモ石油株式会社, 영어: Okamoto Industries)는 일본 굴지의 에너지 기업이다.